# E進法
 e 進法とは、記数法の底に自然対数の底（ネイピア数{\displaystyle e}）を使った記数法である。（実用的ではないが）ある仮定の下で最も経済的である、という特徴がある。

## e進法が最も経済的な記数法であることの証明
数を {\displaystyle x} ( {\displaystyle x>0,x\in \mathbb {R} } )進法で表すとしたとき，

この数一桁を表すのに {\displaystyle x} 個の記憶素子が要求されるものと仮定する。このとき、{\displaystyle n} ( {\displaystyle n} は定数)桁の数を表すのに必要な記憶素子の数 {\displaystyle N(x)} は，
{\displaystyle N(x)=nx}
と表せる．

また， {\displaystyle x} 進法で表された {\displaystyle n} 桁の数の情報量 {\displaystyle I} ( {\displaystyle I} は定数， {\displaystyle I>x} )について，
{\displaystyle I=x^{n}\Leftrightarrow n=\log _{x}I={\frac {\ln I}{\ln x}}}
従って， {\displaystyle I} の情報量を {\displaystyle x} 進法の {\displaystyle n} 桁で表すのに必要な記憶素子の数 {\displaystyle N(x)} は，
{\displaystyle N(x)=nx=\ln I\cdot {\frac {x}{\ln x}}}
ここで，
{\displaystyle {\begin{cases}N^{\prime }(x)<0&0<x<1\\N^{\prime }(x)>0&x>1\end{cases}}}
より， {\displaystyle N(x)} を最小にする {\displaystyle x} の値を求めるには， {\displaystyle N(x)} の微分係数が0となるような {\displaystyle x} の値を求めれば良い．
{\displaystyle {\begin{aligned}N^{\prime }(x)&=\ln I\cdot \left({\frac {x}{\ln x}}\right)^{\prime }\\&=\ln I\cdot {\frac {\ln x-1}{\left(\ln x\right)^{2}}}\\\end{aligned}}}
{\displaystyle \ln x=1} のとき，{\displaystyle N^{\prime }(x)=0} であるので，
{\displaystyle x=e}
以上より最も高効率な記数法は {\displaystyle e} 進法である．